# 外化
外化（Externalization）意指将某物放到其原始边界外，特别是形容人将某种人体功能放到人体之外。与外化相对的是内化。
在具体的感觉这方面，我们可以通过记笔记使通常存在於大脑中的记忆功能外化。
在更为抽象的感觉这方面，我们可以通过找借口来使与我们行动相联系的罪责外化。
在弗洛伊德心理学中，外化是一种潛意識的心理防卫机制，在外化中个人将其内部特征“投影”到外部世界特别是其他人。例如，一个过於好争论的病人会认为别人也是好争论的，而他自己却是无可指责的。
像其他的心理防卫机制一样，外化是一种对抗焦虑的保护措施，因此也是正常、健康运作的心智的一部分。不过，如果过分外化就会导致身心症的发展。